# Оптический микроскоп

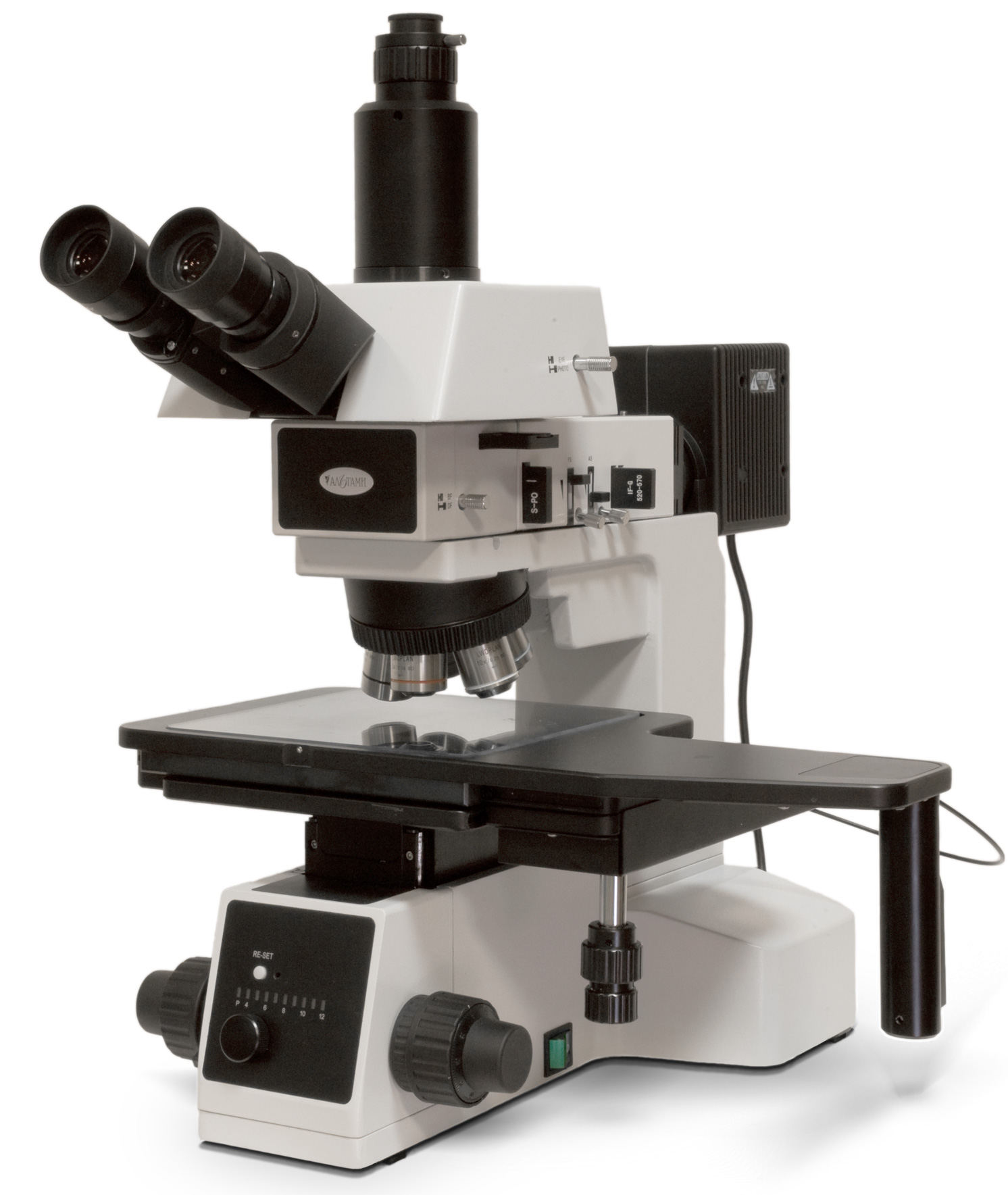
Современный оптический тринокулярный микроскоп отраженного света.

Оптический или световой микроско́п (от  μικρός «маленький» и σκοπέω «рассматриваю») — оптический прибор для получения увеличенных изображений объектов (или деталей их структуры), невидимых невооружённым глазом.

## История микроскопа

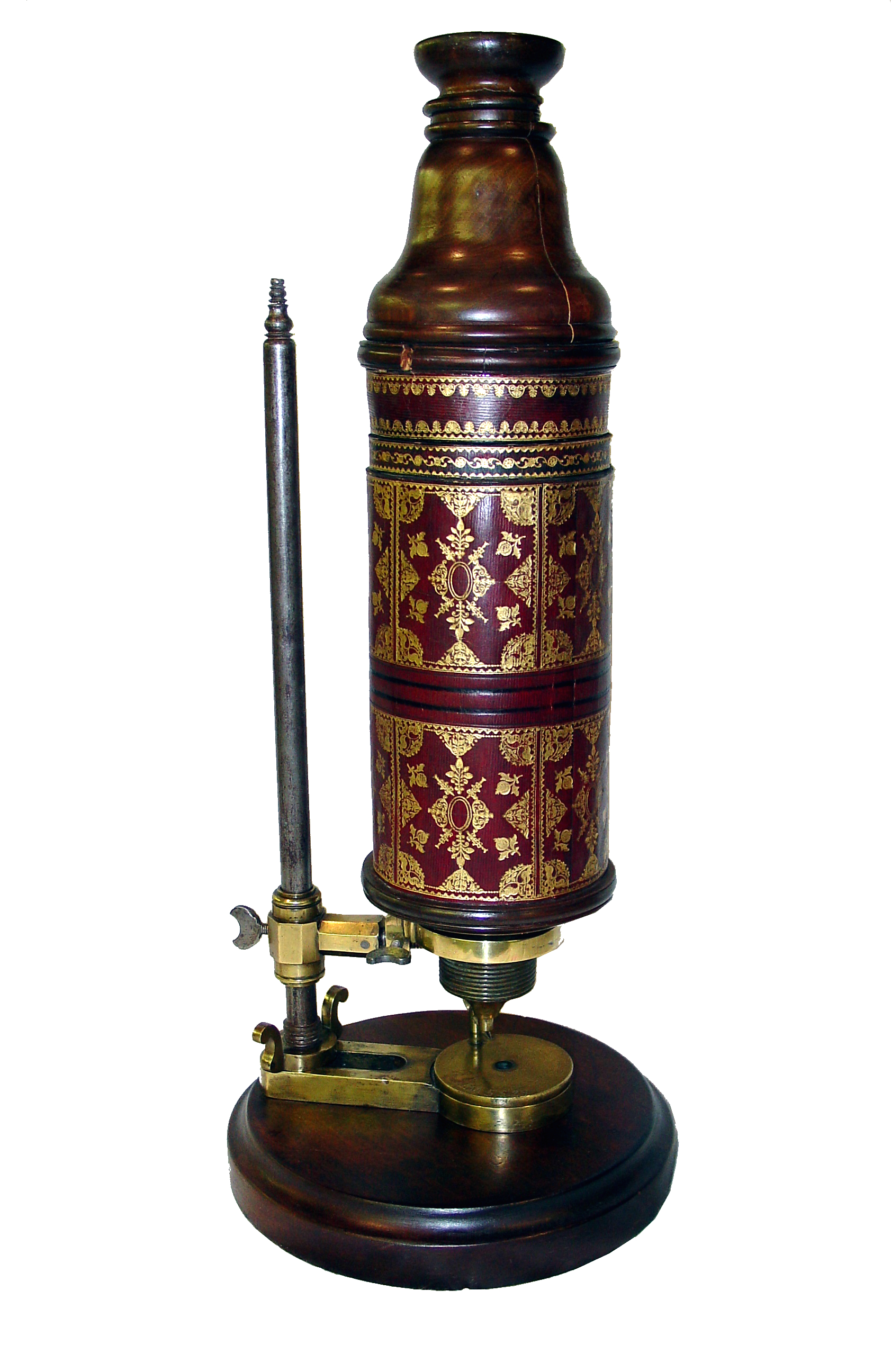
Микроскоп Гука

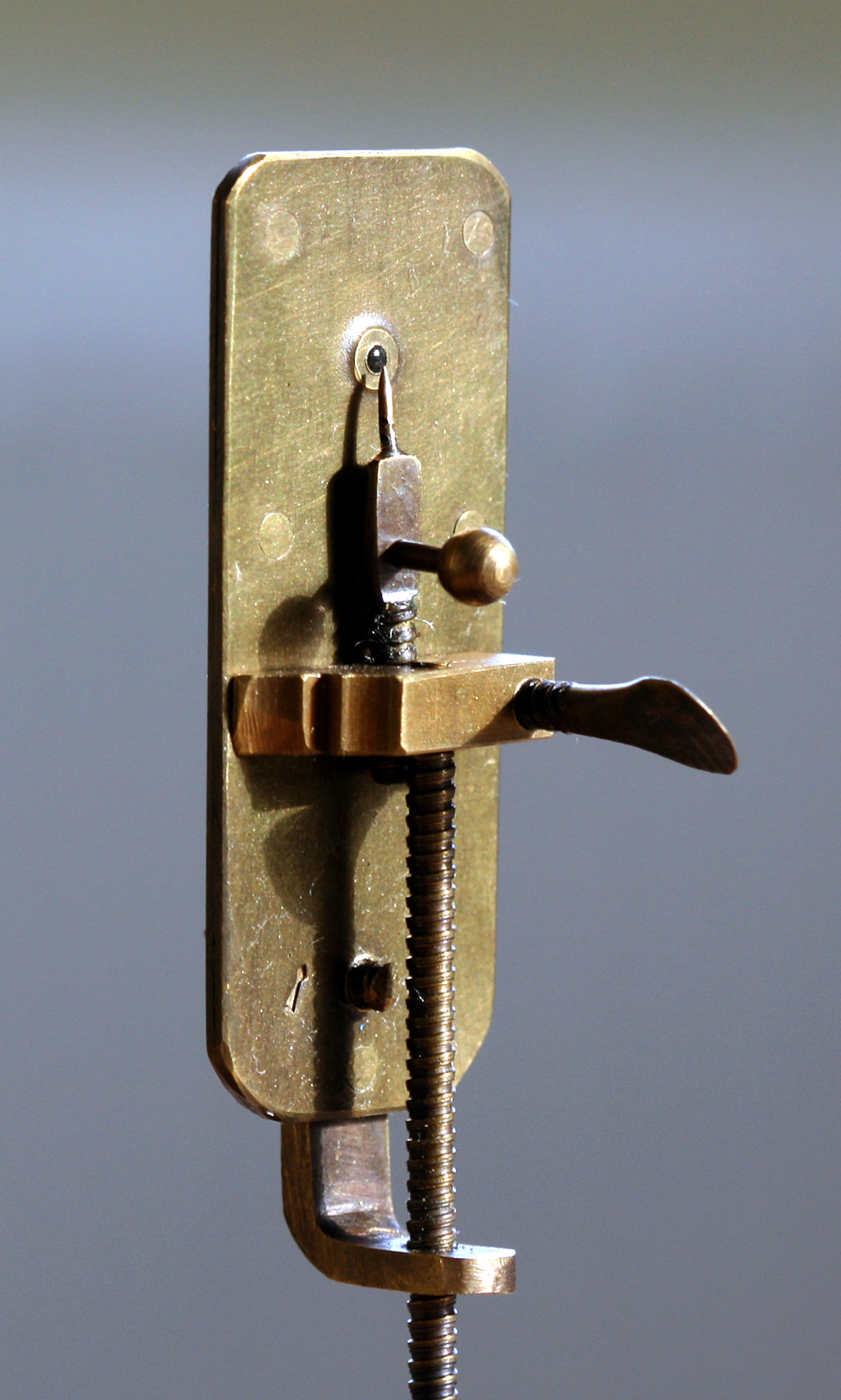
Реплика однолинзового микроскопа Левенгука

Основные вехи в истории световой микроскопии:
1611 — Кеплер (Kepler) предложил принцип создания сложного светового микроскопа.
1655 — Роберт Гук (Hook) использовал сложный микроскоп для описания небольших пор в срезах пробки, названных им «клетками».
1674 — Антони ван Левенгук (Leeuwenhoek) сообщил об открытии им одноклеточных. Спустя 9 лет он впервые увидел бактерии.
1833 — Р. Броун (Brown) опубликовал свои микроскопические наблюдения над орхидеями, в которых он четко описал ядро клетки.
1838 — Шлейден и Шванн (Schleiden, Schwann) предложили клеточную теорию, согласно которой структурной и функциональной единицей строения растений и животных является клетка, содержащая ядро.
1857 — Колликер (Kolliker) описал митохондрии в мышечных клетках.
1876 — Аббе (Abbe) проанализировал влияние дифракции на формирование изображения и показал возможность усовершенствования конструкции микроскопа.
1879 — Флемминг (Flemming) с большой точностью описал поведение хромосом во время митоза у животных клеток.
1881 — Ретциус (Retzius) наиболее подробно описал многие ткани животных. В течение следующих 20 лет он, Кахал (Cajal) и другие гистологи разработали методы окрашивания тканей и заложили основы микроскопической анатомии.
1882 — Кох (Koch) для окрашивания микроорганизмов использовал анилиновые красители и идентифицировал бактерии, вызывающие туберкулез и холеру. В течение последующих 20 лет другие бактериологи, в том числе Клебс и Пастер (Klebs, Pasteur), выявили и описали возбудителей многих болезней, изучая окрашенные препараты под микроскопом.
1886 — Цейсе (Zeiss), используя идею Аббе (Abbe), изготовил серию линз. Благодаря этому усовершенствованию, микроскописты смогли различать структуры, размеры которых были соизмеримы с теоретическим пределом разрешения для видимого света.
1898 — Гольджи (Golgi), окрашивая клетки азотнокислым серебром, впервые наблюдал и описал аппарат Гольджи.
1924 — Лакассань (Lacassagne) и его сотрудники разработали первые методы радиоавтографии для выявления радиоактивного полония в биологических образцах.
1930 — Лебедев разработал и создал первый интерференционный микроскоп. В 1932 г. Зернике (Zernicke) изобрел фазово-контрастный микроскоп. Эти два изобретения позволили наблюдать неокрашенные живые клетки и изучать их строение.
1941 — Кунс (Coons) для выявления клеточных антигенов использовал антитела, связанные с флуоресцирующими красителями.
1952 — Номарский (Nomarski) разработал и запатентовал систему дифференциального интерференционного контраста для светового микроскопа, которая до сих пор носит его имя.

## Недавние достижения
В команде немецкого учёного Штефана Хелля (Stefan Hell) из Института Биофизической Химии научного сообщества Макса Планка (Гёттинген) в сотрудничестве с аргентинским учёным Мариано Босси (Mariano Bossi) в 2006 г. был разработан оптический микроскоп под названием Наноскоп, позволяющий преодолевать барьер Аббе и наблюдать объекты размером около 10 нм (а на 2010 год и ещё меньше), оставаясь в диапазоне видимого излучения, получая при этом высококачественные трёхмерные изображения объектов, ранее недоступных для обычной световой и конфокальной микроскопии.
Ведутся работы над получением кристаллов нитрида бора с гексагональной решёткой (hBN) из чистых на 99 % изотопов бора. Такой материал линз за счёт поляритонов, образующихся на поверхности кристалла, позволяет многократно понизить дифракционный предел и достичь разрешений порядка десятков и даже единиц нанометров.
Российские учёные из Томского государственного политехнического университета усовершенствовали наноскоп, использовав в нём не микролинзы, как в классической конфигурации, а специальные дифракционные решетки с золотыми пластинками. При получении изображения с такого прибора срабатывают одновременно эффект аномальной амплитудной аподизации, резонанс Фабри — Перо и резонанс Фано. Вместе они и помогают увеличить разрешение, по сравнению с обычной дифракционной решеткой, до 0,3 λ.
Автоматизированная микроскопия.

## Применение
Человеческий глаз представляет собой биологическую оптическую систему, характеризующуюся определённым разрешением, то есть наименьшим расстоянием между элементами наблюдаемого объекта (воспринимаемыми как точки или линии), при котором они ещё могут быть отличены один от другого. Для нормального глаза при удалении от объекта на т. н. расстояние наилучшего видения (D = 250 мм), среднестатистическое нормальное разрешение составляет 0,176 мм. Размеры микроорганизмов, большинства растительных и животных клеток, мелких кристаллов, деталей микроструктуры металлов и сплавов и т. п. значительно меньше этой величины. Для наблюдения и изучения подобных объектов и предназначены микроскопы различных типов. С помощью микроскопов определяли форму, размеры, строение и многие другие характеристики микрообъектов. Оптический микроскоп в видимом свете давал возможность различать структуры с расстоянием между элементами до 0,20 мкм. Так было до создания оптического микроскопа наноскопа.
Развитие видеотехники оказало существенное влияние на оптические микроскопы. Помимо упрощения документирования наблюдений электроника позволяет автоматизировать рутинные операции. А при отказе от непосредственного наблюдения глазом отпадает необходимость в классическом окуляре. В простейшем случае при модернизации микроскопа вместо окуляра устанавливается специальная оптическая конструкция для проецирования изображения на матричный фотоприёмник. Изображение фотоприёмника передаётся в ЭВМ и/или на дисплей. Существуют также комбинированные профессиональные микроскопы оснащённые третьим оптическим портом для установки фотоаппаратуры. В некоторых современных устройствах возможность прямого наблюдения глазом может отсутствовать полностью, что позволяет создавать простые и удобные в работе приборы компактного дизайна. Использование многоэлементных фотоприемников позволяет вести наблюдения не только в видимом, но и примыкающем к нему участках спектра.

Устройство оптического микроскопа: A — окуляр; B — объектив; C — объект; D — конденсор; E — предметный столик; F — зеркало.

## Устройство микроскопа
Оптическая система микроскопа состоит из основных элементов — объектива и окуляра. Они закреплены в подвижном тубусе, расположенном на металлическом основании, на котором имеется предметный столик. Увеличение оптического микроскопа без дополнительных линз между объективом и окуляром равно произведению их увеличений.
В современном микроскопе практически всегда есть осветительная система (в частности, конденсор с ирисовой диафрагмой), макро- и микровинты для настройки резкости, система управления положением конденсора.
В зависимости от назначения, в специализированных микроскопах могут быть использованы дополнительные устройства и системы.

### Объективы

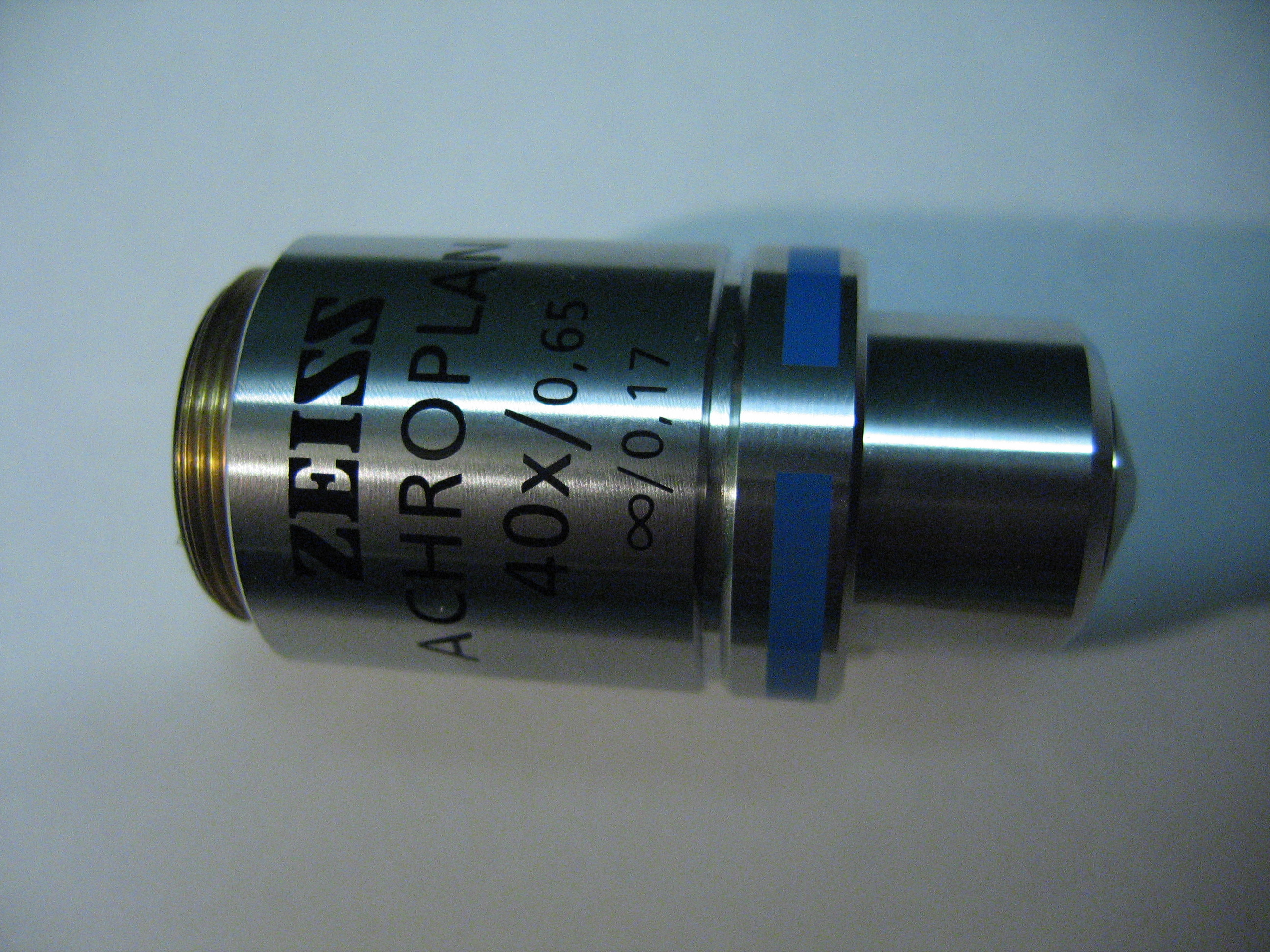
Планахроматический объектив с увеличением 40, числовой апертурой 0,65, коррекцией на бесконечную длину тубуса и толщину покровного стекла 0,17 мм

Объектив микроскопа представляет собой сложную оптическую систему, образующую увеличенное изображение объекта, и является основной и наиболее ответственной частью микроскопа. Объектив создаёт изображение, которое рассматривается через окуляр. Поскольку окуляры могут давать существенное увеличение, то и оптические искажения, вносимые объективом, также будут увеличены окуляром. Это накладывает на качество объектива значительно большие требования, чем на окуляр.
Объективы биологических микроскопов и других микроскопов (кроме стереоскопических) в значительной степени унифицированы и взаимозаменяемы. На взаимозаменяемость в первую очередь влияют механические (присоединительные) параметры объектива.

#### Механические параметры объектива
Присоединительная резьба объективов стандартизована в 1858 году Royal Microscopical Society (RMS, ISO 8038, ГОСТ 3469). Сегодня эта резьба используется практически во всех микроскопах кроме стереомикроскопов или специальных. Диаметр резьбы 4/5" (~20 мм), шаг 1/36".
Помимо резьбы на взаимозаменяемость объективов влияет парфокальное расстояние — расстояние между препаратом и посадочным местом объектива в микроскопе. Большинство современных микроскопов рассчитаны на объективы с парфокальным расстоянием 45 мм. Ранее широко применялись объективы на 33 мм. Микроскоп не всегда позволяет устанавливать объективы с нештатным парфокальным расстоянием, поскольку ему может не хватает хода столика с препаратом, чтобы скомпенсировать разницу. В связи с ростом сложности оптической схемы, появляются крупногабаритные объективы с большим парфокальным расстоянием (например, 60 мм и 95 мм). Свободное расстояние от объектива до изучаемого объекта называется рабочим расстоянием объектива. Обычно это расстояние тем меньше, чем больше увеличение объектива. Рабочее расстояние объектива плюс длина объектива равны парфокальному расстоянию объектива.

#### Оптические параметры объектива

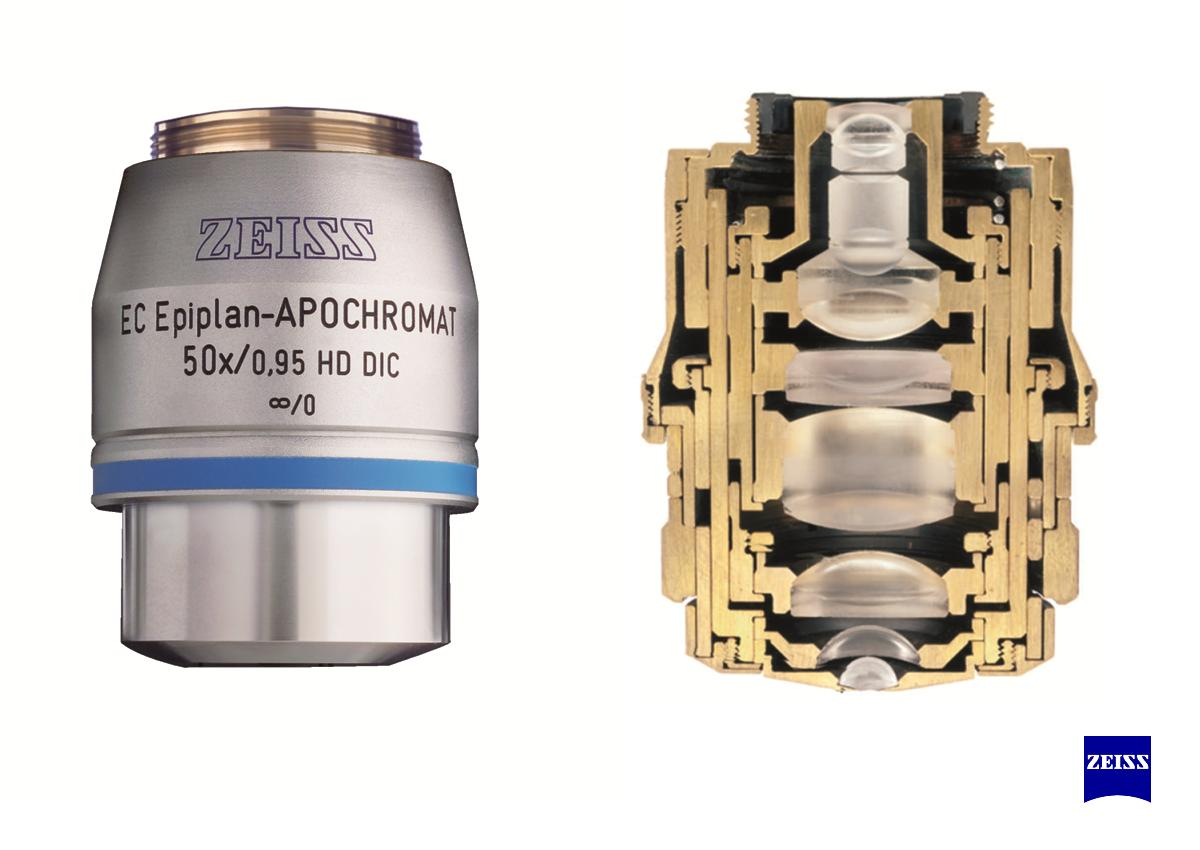
Конструкция объектива

Объектив микроскопа характеризуется номинальным увеличением (как правило из ряда 2,5; 3,2; 4; 5; 10; 20; 40; 63; 100; 120). Кроме того:
- Через дробь от увеличения указывается числовая апертура — характеристика разрешающей способности объектива. Предельная разрешающая способность объектива в мкм {\displaystyle d=0{,}61\lambda /A}, где λ — длина волны света, мкм; А — числовая апертура. Лучшие объективы имеют апертуру 1,4 и разрешение 0,12 мкм. Оценочно считают что максимальное разумное увеличение микроскопа при наблюдении глазом ограничено величиной апертуры умноженной на 1000. С другой стороны, чем больше апертура тем меньше глубина резкости (глубина зрения)[9]. Иногда объектив снабжается регулируемой диафрагмой, изменяющей числовую апертуру (такие объективы маркируются I, Iris).
- Тип коррекции на длину тубуса микроскопа. Практически всегда это 160 или бесконечность (∞). Как правило объективы с коррекцией на бесконечность качественнее и дороже. Объективы с коррекцией на бесконечность могут применяться самостоятельно (без окуляра), что используют в безлинзовых адаптерах к фотоаппаратуре. Объективы с конечной и бесконечной коррекцией не взаимозаменяемы, оптический тракт микроскопа различается.
- Для биологических микроскопов указывают наличие коррекции на толщину покровного стекла препарата в мм. Практически всегда это 0,17 или коррекция отсутствует (0 или -). Иногда встречаются объективы для инвертированных микроскопов (то есть для микроскопов в которых наблюдение ведётся снизу, через предметное стекло, чашку петри, стекло колбы и т. д.) с компенсацией на 1,2.

Кроме того указывается буквенное обозначение коррекции искажений:
- Искажений цвета (хроматических). Искажения проявляются в виде цветных ореолов. Объективы с исправлением искажений по двум основным цветам называют ахроматами (обычно не маркируется), по трём — апохроматами (маркируется Apo или созвучно).
- Неравномерности фокусировки по полю зрения (кривизна поля зрения). Скорректированные объективы с плоским полем зрения обозначаются приставкой план- к обозначению цветовой коррекции, например планахромат или планапохромат. Объектив с такой коррекцией содержит надписи План, Plan, Pl или созвучные. Объективы с неполной коррекцией могут обозначаться как Semi plan или собственным обозначением производителя.
- Устранение бликов от боковой подсветки на оптике.

Буквенные обозначения особенностей применения объектива:
- Для улучшения светосилы и числовой апертуры пространство между линзой объектива и объектом наблюдения заполняют прозрачной жидкостью с требуемым коэффициентом преломления. Такие объективы называют иммерсионными. Обычно это делается для объективов с увеличением 40 и выше. Если объектив рассчитан на использование определённой жидкости, то эксплуатировать его без неё или с другими жидкостями нельзя. В качестве жидкости чаще всего используют специальное синтетическое масло (объектив маркируется Oil), реже вода (W) или глицерин (Gli)[10].
- Объективы для люминесцентных исследований выполняют из материалов с минимальной собственной люминесценцией и хорошим пропусканием ультрафиолета, так как зачастую подсветка ультрафиолетом ведётся со стороны объектива (в т. н. люминесцентных микроскопах). При этом объектив выполняет функции конденсора. Объективы для люминесцентных исследований маркируют FLUOR.

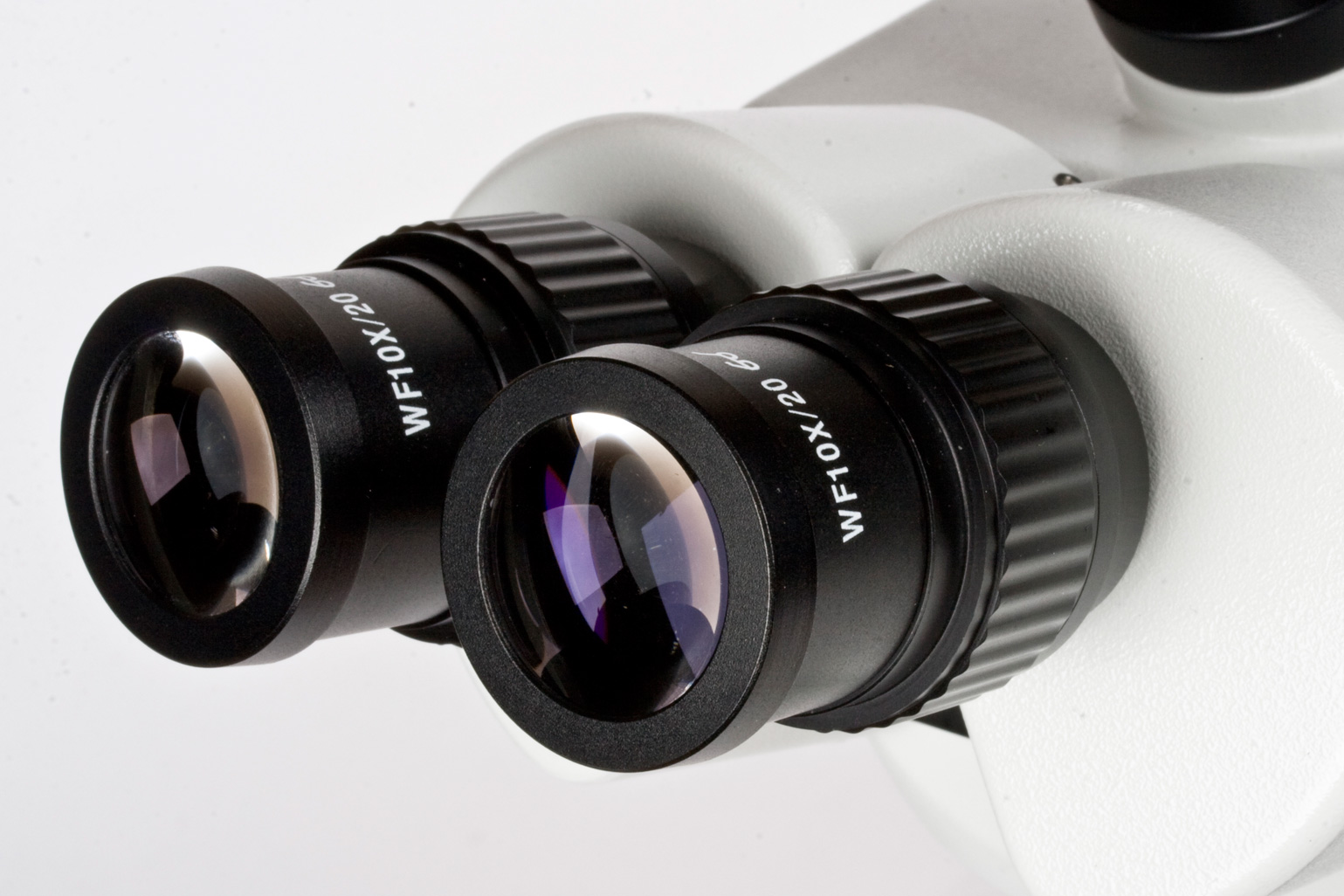
Широкопольные окуляры с увеличением 10 и выносом зрачка 20 мм

### Окуляры
Окуля́р — обращённая к глазу часть микроскопа, предназначаемая для рассматривания с некоторым увеличением оптического изображения, даваемого объективом микроскопа. Типовые увеличения окуляров для микроскопов от 5 до 25 единиц. Так же как и объективы, окуляры различаются по качеству, то есть величине оптических искажений, вносимых окуляром. Однако вклад искажений объектива обычно превалирует в сбалансированном микроскопе благодаря тому, что искажения объектива дополнительно увеличиваются окуляром, а искажения самого окуляра — нет. Поэтому окуляры обычно характеризуются другими параметрами, в первую очередь удобством оператора. Как правило, под этим удобством понимают ширину поля зрения и вынос зрачка.
Вынос зрачка — расстояние от окуляра до глаза. Как правило лежит в диапазоне 5–20 мм. Если оператор носит очки, то пользоваться окуляром с выносом 5 мм фактически невозможно. Наиболее комфортным считается расстояние 10–20 мм: с очками больше, без очков меньше. Излишне большой вынос зрачка также неудобен.
Поле зрения окуляра — угловой размер изображения, видимого через окуляр. Считается, что широкое поле зрения (большой угловой размер изображения) удобнее для работы, чем узкое. Широкопольные окуляры зачастую обозначаются буквой W и визуально отличаются большой площадью линзы.

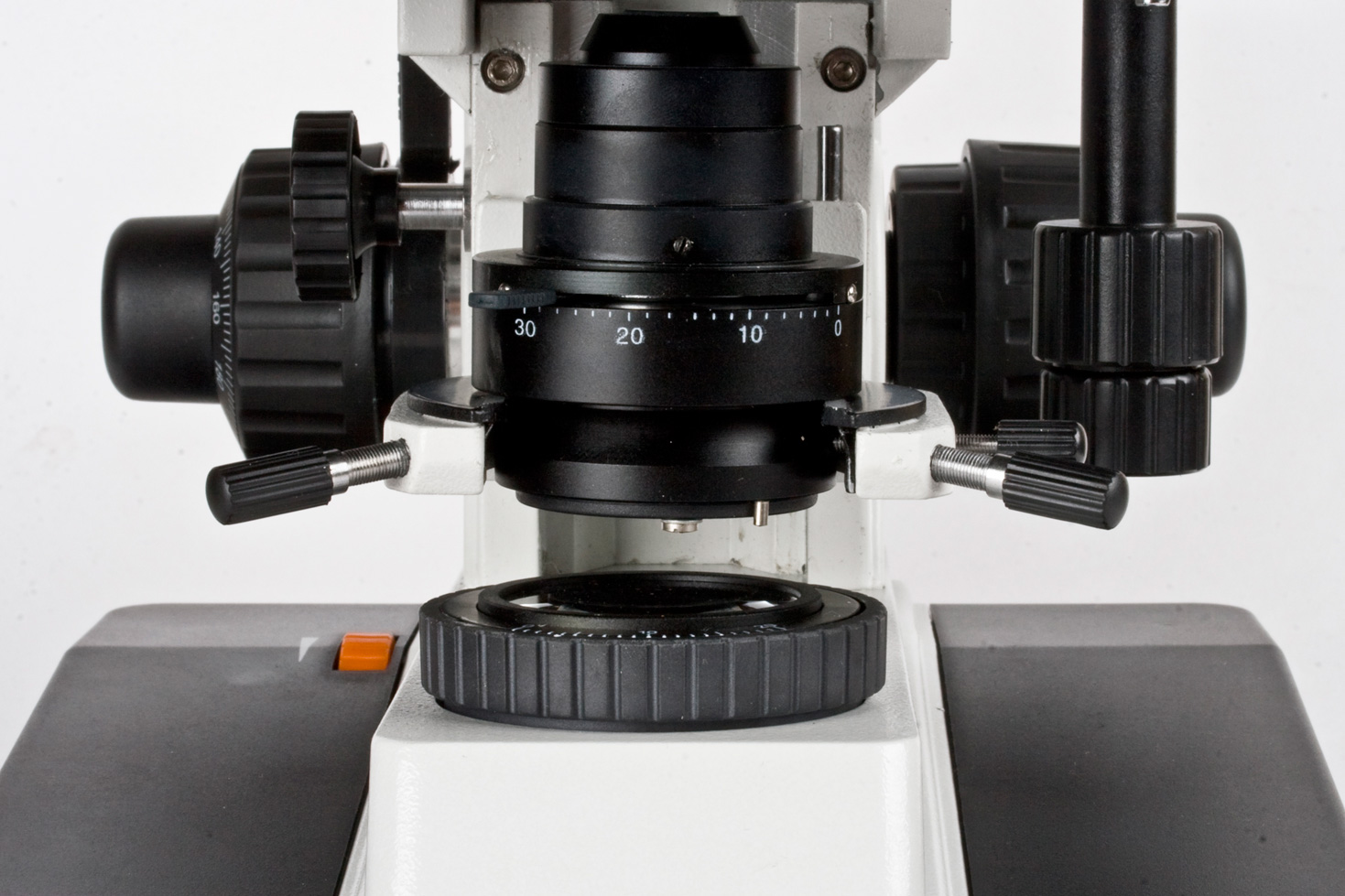
Система освещения с конденсором

### Система освещения препарата
В первых микроскопах исследователи вынуждены были пользоваться естественными источниками света. Для улучшения освещённости стали использовать зеркало, а затем — и вогнутое зеркало, с помощью которого на препарат направляли лучи солнца или лампы.
В современных микроскопах освещение регулируют с помощью конденсора.

#### Конденсор
Конденсор (от лат. condense — сгущаю, уплотняю), короткофокусная линза или система линз, используемая в оптическом приборе для освещения рассматриваемого или проецируемого предмета. Конденсор собирает и направляет на предмет лучи от источника света, в том числе и такие, которые в его отсутствие проходят мимо предмета; в результате такого «сгущения» светового потока резко возрастает освещённость предмета. Конденсоры применяемые в микроскопах, имеют существенные отличия от применяемых в проекционных аппаратах различных типов (например, диаскопах, эпидиаскопах, фотографических увеличителях и т. д.). Конструкция конденсора тем сложнее, чем больше его апертура. При числовых апертурах до 0,1 применяют простые линзы; при апертурах 0,2—0,3 — двухлинзовые конденсоры, выше 0,7 — трёхлинзовые. Основной конденсор микроскопа, как правило, двухкомпонентный и служит для преобразования параллельного или почти параллельного пучка в сходящийся с необходимой апертурой. Первый компонент — короткофокусная положительная полусферическая (реже параболическая) линза малого диаметра, расположенная плоской стороной к препарату. Второй компонент тоже положительный, расположен на стороне источника света и состоит из 1-2 линз, при этом второй компонент может меняться на компонент с другой оптической силой или полностью выводиться из хода лучей. Такая конструкция позволяет максимально согласовывать апертуры конденсора и объектива микроскопа при эффективном использовании источника света и уменьшении сферической аберрации конденсора. Основной конденсор микроскопа позволяет работать с естественным источником света — Солнцем и искусственными осветителями. При небольших апертурах объектов (и увеличениях) роль основного конденсора может выполнять вогнутое зеркало. Иногда поверхности линз (и зеркал для конденсора отражённого света) конденсора имеют более сложную форму — параболоидальную, эллипсоидальную и т. д. Разрешающая способность микроскопа повышается с увеличением апертуры обьектива, что требует конденсора с равной или большей чем у объектива апертурой, поэтому конденсоры микроскопов — обычно сложные двух- или трёхлинзовые системы. Искусственный осветитель микроскопа формирует из расходящегося пучка источника параллельный или почти параллельный выходящий пучок, для чего используется вспомогательный конденсор. Он, как правило, имеет зеркально-линзовую конструкцию, из одной плоско-выпуклой линзы плоской стороной к источнику света и вогнутого сферического зеркала сзади. При светодиодном освещении вспомогательный конденсор микроскопа состоит из одной положительной линзы, в том числе асферической, расположенной выпуклой стороной к выходу. Часто наличие в конденсорах нескольких линз вызвано не только стремлением увеличить его апертуру, но и необходимостью однородного освещения предмета при неоднородной структуре источника света.

##### Конденсор тёмного поля
Конденсоры тёмного поля применяются в темнопольной оптической микроскопии. Лучи света направляются конденсором таким образом, что они не попадают напрямую во входное отверстие объектива. Изображение формируется светом, рассеивающимся на оптических неоднородностях образца. В ряде случаев метод позволяет исследовать структуру прозрачных объектов без их окрашивания. Разработан ряд конструкций конденсоров тёмного поля, имеющих линзовую или зеркально-линзовую оптическую схему.

### Методы контрастирования изображения
Многие объекты плохо различимы на фоне окружения из-за своих оптических свойств. Поэтому микроскопы оснащаются разнообразными инструментами, облегчающими выделение объекта на фоне среды. Чаще всего это разнообразные методы освещения объекта:
- в проходящем свете («светлопольная микроскопия»);
- в отраженном или рассеянном объектом свете («темнопольная микроскопия»);
- видимая люминесценция объекта в ультрафиолетовом свете («люминесцентная микроскопия»);
- в поляризованном свете (визуализируется изменение поляризации света при взаимодействии с объектом);
- в цветном («хроматическом») свете;

#### Фазовый контраст
Метод интерференционного контрастирования объекта. Поскольку свет — это электромагнитная волна, то у него есть понятие фазы. Визуализируются фазовые искажения света на объекте наблюдения. Для этого используется сочетание специальных конденсора и объектива.

### Вспомогательные приспособления

#### Предметный столик
Предметный столик выполняет роль поверхности, на которой размещают микроскопический препарат. В разных конструкциях микроскопов столик может обеспечить координатное движение препарата в поле зрения объектива, по вертикали и горизонтали, или поворот препарата на заданный угол.

#### Предметные и покровные стёкла
Первые наблюдения в микроскоп производились непосредственно над каким-либо объектом (птичье перо, снежинки, кристаллы и т. п.). Для удобства наблюдения в проходящем свете, препарат стали размещать на стеклянной пластинке (предметное стекло). Позже препарат стали закреплять тонким покровным стеклом, что позволило создавать коллекции образцов, например, гистологические коллекции. Для исследования методом висячей капли используются предметные стёкла с лункой — камеры Ранвье.

#### Счётные камеры
Для количественного учёта клеток, взвешенных в какой-либо жидкости, используют счётные камеры — предметные стёкла особой конструкции. В медицине для учёта форменных элементов крови применяется камера Горяева.

#### Устройства защиты объектива
В процессе поиска фокуса возможна ситуация, когда оптика объектива упрётся в столик или образец. В микроскопах встречаются механизмы предотвращения контакта или снижения тяжести последствий. К первым относятся настраиваемые ограничители вертикального движения столика. Ко вторым относятся подпружиненные объективы, в которых линзовый узел окружён приливом корпуса и подвижен. При контакте объектива с препаратом прилив корпуса предотвращает воздействие на линзу, а подвижность снижает усилие удара.

#### Измерительные приспособления
Наличие в оптическом тракте микроскопа образцового рисунка (штриховки или других знаков с известным проецируемым размером) позволяет лучше оценить размеры наблюдаемых объектов.

## Классификация

### Моно-, бино- и тринокулярные микроскопы
Изображение, сформированное объективом, может быть непосредственно подано в окуляр или разделено на несколько идентичных изображений. Микроскопы без деления называются монокулярными, в них смотрят одним глазом. Удобство наблюдения двумя глазами предопределило широкое распространение бинокулярных микроскопов с двумя идентичными окулярами. Кроме того, микроскоп может оснащаться фотоаппаратурой, которая может монтироваться либо вместо штатных окуляров, либо в отдельный оптический порт. Такие микроскопы именуются тринокулярными.
Некоторые микроскопы позволяют освещать объект через объектив микроскопа. В этом случае используется специальный объектив, выполняющий также функции конденсора света. В оптическом тракте микроскопа устанавливается полупрозрачное зеркало и порт источника света. Чаще всего такой механизм освещения используется при люминесцентной микроскопии в ультрафиолетовых лучах.

### Стереомикроскопы

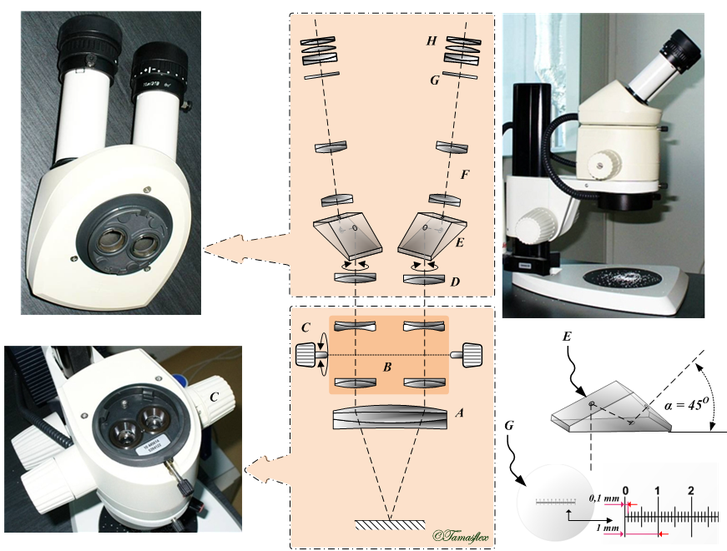
Оптическая схема современного стереомикроскопа.
A — объектив
B — поворачивающиеся объективы
C — регулятор увеличения
D — внутренний объектив
E — призма
F — оборачивающая система линз
G — окулярная сетка
H — окуляр

Стереомикроскопы предназначены для тонких работ под микроскопом, например в часовом деле, микроэлектронике, микромоделизме, нейрохирургии и т. п. Для таких работ нужно правильно оценивать положение наблюдаемых объектов под микроскопом в трёх координатах, для чего требуется стереовидение, большая глубина резкости (глубина зрения) и значительное пространство под объективом для работы. Стереомикроскопы имеют невысокое увеличение (несколько единиц или десятков), большое рабочее расстояние объектива (расстояние от оптики до точки наблюдения, обычно несколько сантиметров), в них нет регулируемых столиков и встроенных систем освещения. Для удобства работы стереомикроскоп не «переворачивает» изображение. Объектив стереомикроскопа чаще всего несменный.

### Металлографические микроскопы

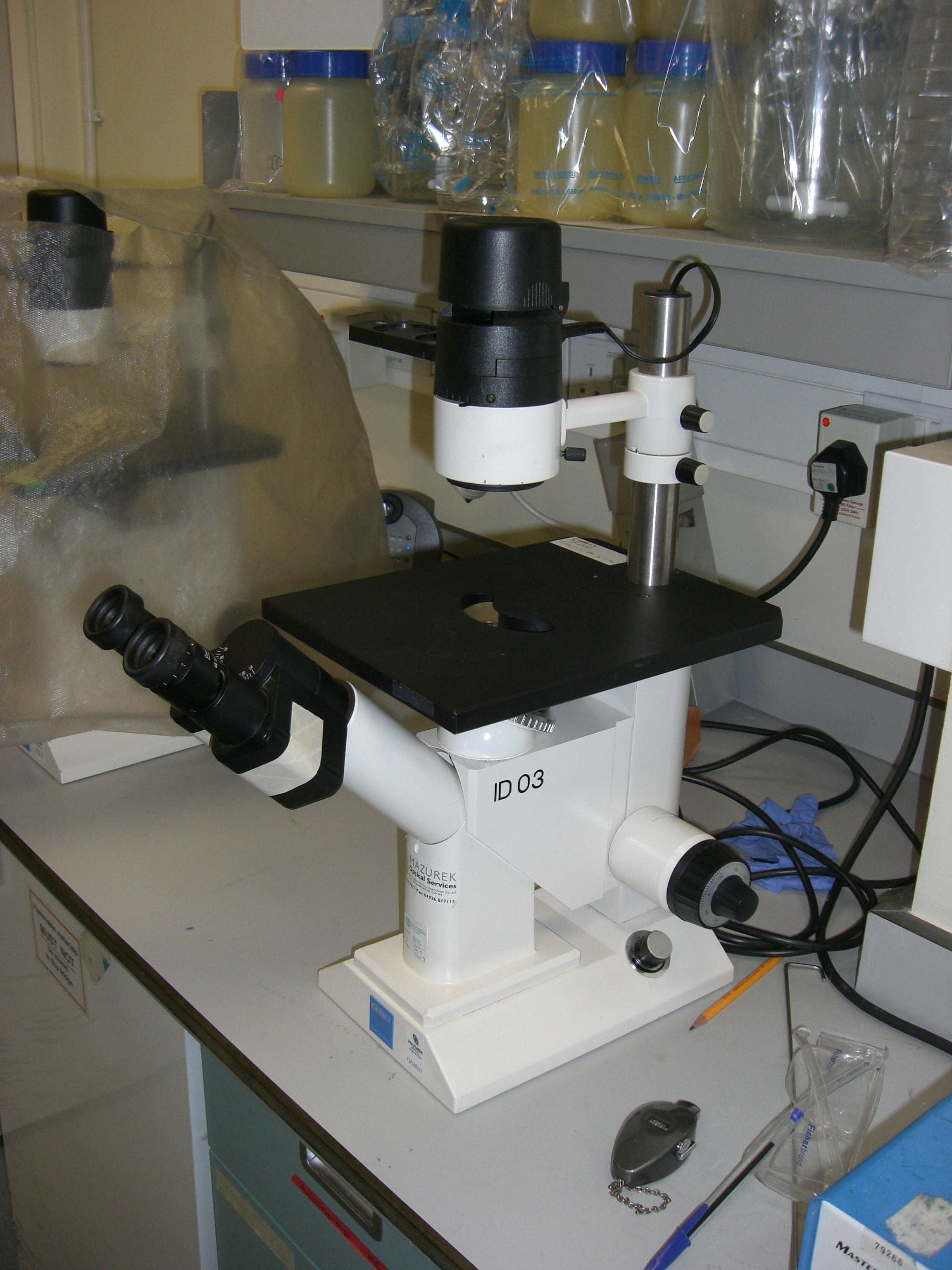
В инвертированном микроскопе образец наблюдается снизу

Специфика металлографического исследования заключается в необходимости наблюдать структуру поверхности непрозрачных тел. Поэтому микроскоп построен по схеме отражённого света, где имеется специальный осветитель, установленный со стороны объектива. Система призм и зеркал направляет свет на объект, далее свет отражается от непрозрачного объекта и направляется обратно в объектив.
Современные прямые металлургические микроскопы характеризуются большим расстоянием между поверхностью столика и объективами и большим вертикальным ходом столика, что позволяет работать с крупными образцами. Максимальное расстояние может достигать десятки сантиметров. Но обычно в материаловедении используются инвертированные микроскопы, как не имеющие ограничения на размер образца (только на вес) и не требующие параллельности опорной и рабочей граней образца (в этом случае они совпадают).

### Поляризационные микроскопы
При отражении света от объектов его поляризация может изменяться. Чтобы визуально выявить такие объекты, их освещают поляризованным светом, полученным после специального поляризационного фильтра. Отразившись, свет проходит через оптический тракт поляризационного микроскопа, в котором установлен второй поляризационный фильтр. Таким образом, через эту пару фильтров пройдет только тот свет, который соответствующим образом изменит свою поляризацию при отражении от наблюдаемого препарата. Остальные участки препарата окажутся затемнены.

### Люминесцентные (флуоресцентные) микроскопы

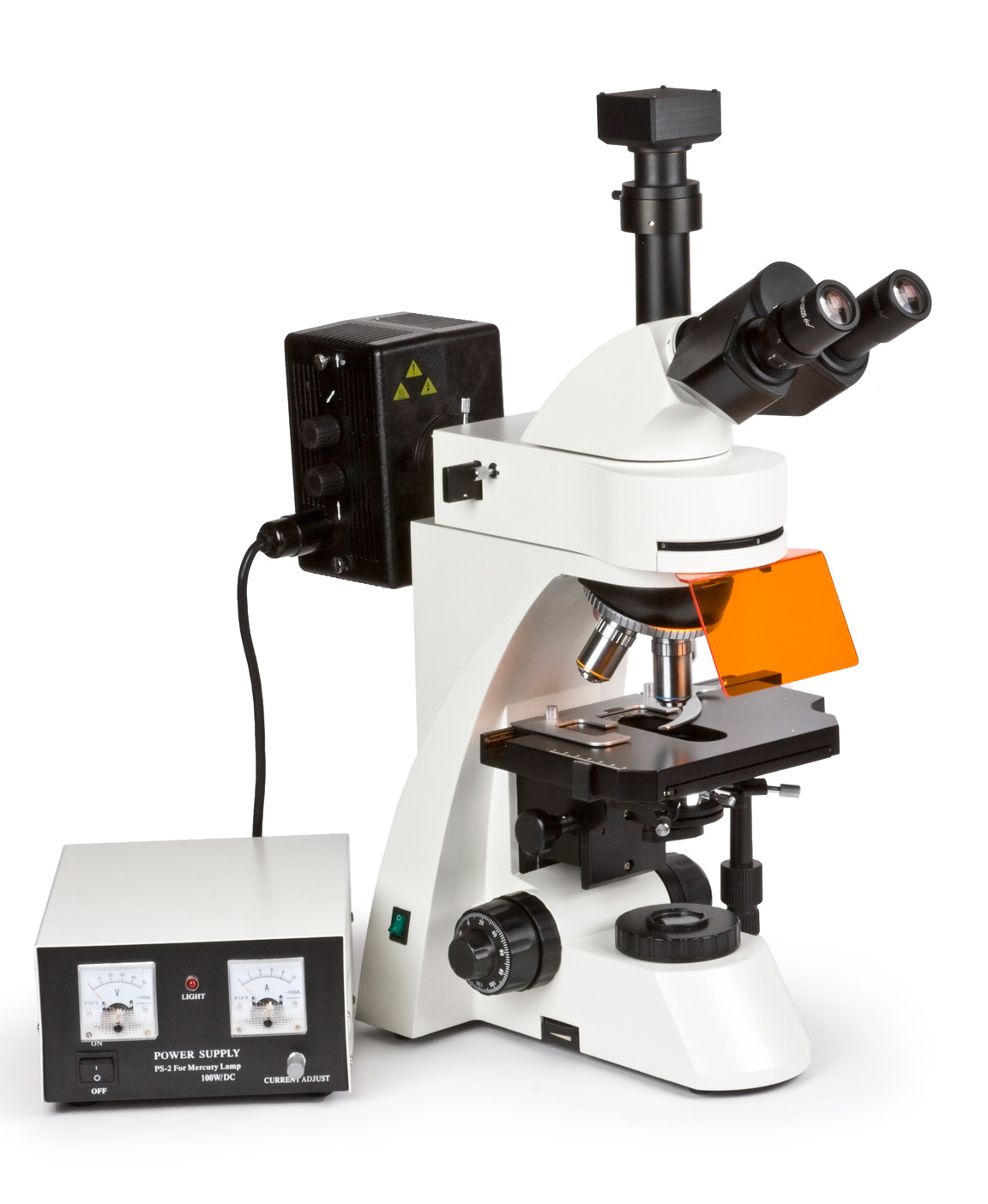
Люминесцентный микроскоп Альтами ЛЮМ 1. Чёрная коробочка позади микроскопа — источник ультрафиолета

Некоторые вещества обладают люминесцентными свойствами, то есть способны излучать свет одной длины волны при облучении другой. Люминесцентные или флуоресцентные микроскопы — это микроскопы, снабжённые осветителем с контролируемой длиной волны для наблюдения свечения таких препаратов. Поскольку свечение возникает со стороны освещения, максимально эффективна подсветка со стороны наблюдателя, то есть прямо через объектив микроскопа, что успешно реализуется в таких микроскопах. Кроме того, микроскопы, предназначенные для работы в ультрафиолетовом диапазоне снабжаются специальными объективами, пропускающими ультрафиолет и не имеющими собственной паразитной люминесценции в ультрафиолете. Такие объективы маркируются FLUOR или аналогично. Флуоресцентные микроскопы часто бывают конфокальными, кроме того, для них реализованы технологии субдифракционного разрешения. Такие микроскопы широко применяются для проведения биологических исследований.

### Измерительные микроскопы
Измерительные микроскопы служат для точного измерения угловых и линейных размеров наблюдаемых объектов. Для оценки размеров в оптическом тракте микроскопа имеется образцовый рисунок (штриховка или другие знаки) с известным проецируемым размером. Используются в лабораторной практике, в технике и машиностроении.